# .224 Weatherby Magnum

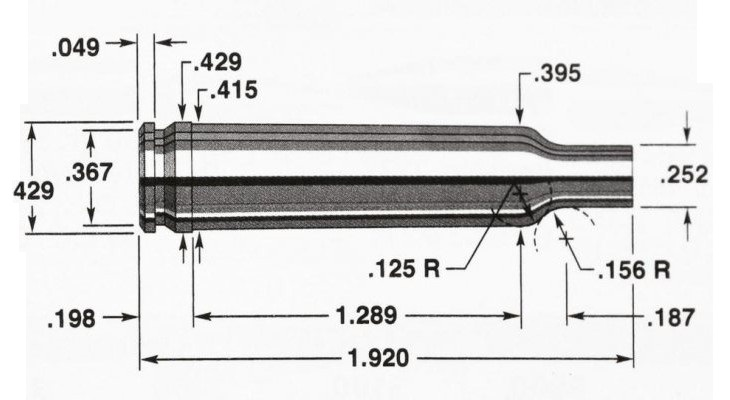

O .224 Weatherby Magnum (5,56×49mmB) é um cartucho de fogo central cinturado para rifles esportivos, que foi apresentado em 1963 por Roy Weatherby após cerca de 10 anos de desenvolvimento. É um cartucho patenteado sem que grandes fabricantes de armas de fogo tenham projetado ou adaptado rifles para ele além da própria Weatherby. Ele foi originalmente chamado de .224 Weatherby Varmintmaster quando foi introduzido junto com o rifle Weatherby Varmintmaster, mas o rifle foi descontinuado em 1994 e o cartucho foi renomeado.

## Características
O design do .224 Weatherby Magnum começou anos antes, mas sua introdução foi atrasada, pelo menos em parte, por causa da indisponibilidade de um mecanismo de ação adequado. Um cartucho anterior de alta velocidade de calibre .22 da Weatherby, chamado de .220 Weatherby Rocket, foi baseado no .220 Swift, embora não tenha tido sucesso e nunca tenha sido fabricado.